# Víctor Sueiro
Manuel Víctor Carlos Sueiro (Buenos Aires, 9 de febrero de 1943-Ib., 13 de diciembre de 2007) fue un periodista, escritor y presentador de televisión argentino.

## Biografía
A los 16 años se inició periodísticamente en el diario El Mundo.
En televisión fue recordado su trabajo en Teleshow y luego fue el acompañante de Tita Merello en Todo Tita & Terrabusi.
Víctor Sueiro trabajó desde siempre en los medios de comunicación y también incursionó en el cine y en el teatro como guionista y adaptador, pero por sobre todo a partir de una experiencia límite se convirtió en uno de los escritores más leídos en Argentina.
En sus años de estudiante, fue víctima de un tiroteo en la universidad que le ocasionó tres heridas de bala. Afortunadamente no se dañó ninguno de sus órganos vitales.
El 20 de junio de 1990 sufrió un vuelco en su extensa trayectoria mediática tras un paro cardíaco que lo tuvo clínicamente muerto por 40 segundos, merced a lo cual salió gracias a la asistencia del equipo de cardiología del doctor Luis de la Fuente, y después del cual publicó Más allá de la vida, libro con ventas masivas en toda América Latina.
A lo largo de varios años tuvo que someterse a quince cateterismos y once angioplastias a manos de su amigo, el doctor De la Fuente.

En serio, suena loco pero es así: un sueñito suavecito y después... ¡tac! Un túnel con una luz hermosa al final, y la línea mortal. Me gustaría que la gente le perdiera el miedo a la muerte. Ahí no hace frío ni calor, no hay temores ni sensaciones malas. Nos esperan cosas buenas.

En 2003 volvió a la televisión, después de trece años de ausencia, como productor general y conductor de Misterios y milagros, que tuvo un éxito impensado y se repitió al año siguiente.
También en 2003 recibió una distinción fuera de lo común: el Premio Juntos Educar, que cada año, desde 2000, otorga el Arzobispado de Buenos Aires a una docena de personas que, con su trabajo, colaboran con la educación y la cultura.
Un día un periodista le preguntó si de verdad no le tenía nada de miedo a la muerte y sin titubear contestó:

Morir es como un viaje en tren: lloran los que se despiden en el andén, pero el que viaja está muy contento.

El 14 de agosto de 2007, 20 días después de una operación cardíaca, se presentó en el programa de Mirtha Legrand:

Esta vez me golpeó muy duro, si tengo que pelear por mi vida, peleo muy duro.

Después de estas declaraciones, fue operado dos veces más, hasta que el 13 de diciembre de 2007 falleció de un tumor de páncreas en el Sanatorio Otamendi.

## Cine
Guionista
- 1978: Amigos para la aventura, dir. Palito Ortega
- 1979: Las locuras del profesor, dir. Palito Ortega

## Televisión
- 1973  Teleshow junto a Alfredo Garrido, José De Zer y Laly Cobas.
- 1975: Siesta (1975), junto a Daniel Mendoza y Perla Caron, por Canal 7 de Buenos Aires
- 1979: Una Terraza al Mar, por Canal 13 de Buenos Aires
- 1979: Ta-Te-Ti Contigo, por Canal 13
- 1980: Festilindo, por Canal 13
- 1981-1982: Revista Once, por Canal 11 de Buenos Aires
- Enero-junio de 1983: Noticias al Mediodía, por Canal 11 de Buenos Aires
- 1983: Por amor a Dios, por Canal 13
- 1985-1987: Juguemos en Familia, por Canal 11
- 1987-1988: Ta-Te-Todo Familiar, por Canal 11
- 1988: La Cacería Fantástica, por Canal 13
- 1989: Juguemos en Familia, por ATC
- 2003: Misterios y Milagros, por Canal 13, Infinito (2006)

## Radio
- 1973: Un mundo mejor, junto a Fernando Bravo, por Radio El Mundo de Buenos Aires

## Libros
Entre otros se destacan:
- 1990: Más allá de la vida.
- 1991: Más allá de la vida II
- 1992: Poderes
- 1993: Curas sanadores
- 1994: El ángel, un amigo del alma
- 1995: Año 2000: las profecías
- 1997: Historias asombrosas
- 1999: La Virgen, milagros y secretos
- 2000: Líbranos del mal
- 2001: Milagros más que nunca
- 2002: No tengan miedo
- 2004: El ángel de los niños
- 2005: Bendita tú eres
- 2006: Los siete poderes
- 2007: Crónica loca